# Брабанцио
Брабанцио (англ. Brabantio) — персонаж трагедии Уильяма Шекспира «Отелло», впервые поставленной на сцене в 1604 году, сенатор Венецианской республики и отец Дездемоны, ставшей женой заглавного героя. Появляется во множестве экранизаций пьесы.

## Роль в сюжете
Брабанцио появляется в первом акте трагедии. Это сенатор Венецианской республики и отец Дездемоны, ещё до начала действия пьесы отказавшийся выдать дочь за дворянина по имени Родриго. В первой сцене Родриго и Яго среди ночи приходят к дому Брабанцио, будят его криками и рассказывают, что Дездемона сбежала с военачальником-мавром Отелло. Брабанцио находит мавра и пытается его арестовать, обвиняя в обольщении дочери при помощи колдовства. Обоим приходится отправиться к дожу, где сенатор повторяет своё обвинение. Отелло объясняет, что Брабанцио сам дал ему возможность сблизиться с Дездемоной, приглашая его в свой дом. Мавр рассказывал о своём прошлом, полном бедствий и приключений, дочь сенатора сначала прониклась к нему сочувствием, а потом — любовью («Я ей своим бесстрашьем полюбился, она же мне — сочувствием своим»).
Брабанцио приходится смириться с замужеством дочери. При этом он предсказывает, что Дездемона может предать супруга так же, как предала отца. Последующие события происходят на Кипре, куда уезжают Отелло с женой, а Брабанцио остаётся в Венеции и больше в пьесе не появляется. В пятом акте на Кипр приходит известие о его смерти, которую приблизило бегство Дездемоны.
В новелле Джиральди Чинцио «Венецианский мавр» из сборника «Экатоммити» (1565), которая стала для Шекспира источником сюжетного материала, Брабанцио не появляется. По-видимому, этот образ полностью выдуман драматургом.

## В спектаклях и экранизациях
На сцене Брабанцио часто изображают как глупца и жалкого шута, и не все специалисты согласны с такой трактовкой персонажа. Так, Ю. Шведов характеризует его как человека умного, благородного, способного на глубокие чувства и хорошо разбирающегося в людях. Брабанцио отверг сватовство Родриго, богатого и знатного юноши, так как видел, что это ничтожный человек; он питал уважение к Отелло из-за его заслуг перед Республикой, и изменил своё отношение к нему только из-за дочери. Женитьба мавра на Дездемоне кажется Брабанцио потрясением основ аристократического общества, только поэтому (по мнению Шведова) сенатор отреагировал на неё настолько бурно.
В XX веке Брабанцио стал персонажем множества экранизаций трагедии.
- «Отелло» (1922, режиссёр Дмитрий Буховецкий) — Фридрих Кюне;
- «Отелло» (1952, режиссёр Орсон Уэллс) — Хилтон Эдвардс;
- «Отелло» (1955, телефильм Тони Ричардсона), Эдмунд Уиллард;
- «Отелло» (1955, режиссёр Сергей Юткевич) — Евгений Тетерин;
- «Венецианский мавр» (1960, фильм-балет режиссёра Вахтанга Чабукиани) — Михаил Дудко;
- «Отелло» (1965, режиссёр Стюарт Бердж) — Энтони Нихоллс;
- «Отелло» (1995, режиссёр Оливер Паркер) — Пьер Ванек.